# Rohovití
Rohovití (Demospongiae) mají křemité jehlice stejně jako křemití (ale jen čtyř a jednočetné), které jsou doplněny nebo zcela nahrazeny kolagenními vlákny (spongin). Do této skupiny patří většina známých žijících druhů hub a má nejširší ekologickou valenci: vyskytují se ve všech hloubkách moří, v ústích řek i ve sladkých vodách. V této skupině se vyskytuje výhradně leukonový typ těla a sladkovodní druhy vytváří na zimu gemule. Larvy jsou všech typů.
Tato skupina je patrně polyfyletická, což mimo jiné naznačuje i to, že některé druhy mají v kostře i CaCO3.

## Houba mycí (Spongia officinalis)
Má kostru pouze ze sponginu, žije v mořích od mělčin po hloubku 250 m. Dorůstá 25 cm a je rozšířena v celém severním mírném až subtropickém pásu. Její sponginová kostra vyčištěná od ostatních organických částí se používá jako houba na mytí těla. Za tímto účelem je i pěstována. Vzrostlý jedinec je rozkrájen na několik kusů, které za několik let dorostou do tržní velikosti.

## Houba komínová (Aplysina aerophoba)
Je to 15 cm vysoká mořská houba, která tvoří úzké komínky. Žije ve skupinách na skalnatém podkladu do hloubky 15 m v Atlantském oceánu po Biskajský záliv a ve Středomoří. Má zářivě žlutou barvu, kterou však při vytažení na vzduch rychle ztrácí (nejprve zezelená a posléze zčerná). I tento druh má kostru pouze ze sponginu. 

## Houba rybniční (Spongilla lacustris)
Může dorůstat velikosti až 100 cm, ale obvykle je menší. Porosty těchto hub jsou na ponořených částech rákosu, na potopených kusech dřeva i na technickém zařízení rybníků. Těmito houbami se živí larvy vodnářek. Pokud na ně dopadá světlo jsou zelené, což způsobují symbiotické řasy. Na zastíněných místech mají žlutavou nebo šedou barvu.

## Houba říční (Ephydatia fluviatilis)
Tvoří spíše ploché, málo členité porosty na ponořených předmětech. Je rozšířena v řekách Evropy a u ústí řek, kde není voda příliš slaná, proniká i do Baltského moře. Stejně jako u houby rybniční se její zbarvení mění podle intenzity osvětlení. Jednotlivé druhy hub z řek se dají rozeznávat pouze podle mikroskopické struktury jehlic v gemulích.